# Pavia (Lérida)
Pavia es una localidad española del municipio de Talavera, perteneciente a la provincia de Lérida, en la comunidad autónoma de Cataluña.

## Historia
Hacia mediados del siglo XIX, el lugar, por entonces perteneciente al distrito municipal de Civit, tenía contabilizada una población de 25 habitantes. La localidad aparece descrita en el decimosegundo volumen del Diccionario geográfico-estadístico-histórico de España y sus posesiones de Ultramar de Pascual Madoz de la siguiente manera:

PAVIA: l. que forma parte del distrito municipal de Civit, en la prov. de Lérida (10 leg.), part. jud. de Cervera (2 1/3), aud. terr. y c g. de Barcelona (14 1/2) dióc. de Vich. (15 2/3): sit. en terreno muy elevado, combatido por los vientos del N. y O.; su clima frio por razon de la mucha nieve. Tiene 8 casas, igl. (Sta Cruz), aneja de la parr. de Civit, cementerio detrás de ella y una fuente en el térm. Confina por N. con San Antoli; E. Talavera; S. Bellmunt, y O. Llindas: El terreno es secano, de mala calida y montuoso con algunos robles y mucho arbusto y matorral que solo sirve para combustible: los caminos dirigen á los pueblecitos inmediatos y á Sta. Coloma de Queralt, de herradura y malos: la correspondencia se recibe de la adm. de Cervera. prod.: centeno, escaña, ordio, cebada, maiz y legumbres: cria ganado vacuno para la labranza y caza de muchas perdices y conejos. pobl.: 4 vec., 25 alm. riqueza imp.: 15,321. contr.: el 14'48 por 100 de esta riqueza.
(Madoz, 1849, p. 722)

En la actualidad pertenece al municipio de Talavera. En 2022 tenía empadronados 25 habitantes.